# Жирова, Надежда Сергеевна
Надежда Сергеевна Жирова (1 февраля 1927 — 19 июня 2024) — советский и российский передовик сельского хозяйства, доярка, Герой Социалистического Труда.

## Биография
Надежда Лукшина родилась 1 февраля 1927. Когда началась Великая Отечественная война, у неё было всего три класса образования. Во время она начала работать в колхозе имени Ленина. Вскоре её пригласили работать на молочно-товарную ферму. Женщина проработала дояркой долгих 45 лет.
Надежда ухаживала за 15 коровами. Каждый день она чистила их, кормила и доила. Молодая доярка устанавливала рекорд за рекордом. Сначала она достигла отметки в 3000 литров молока от коровы в год, затем перешагнула через рубежи в 3500, 4000 и 4800 литров. Её имя быстро стало известно по всему Белолинскому району как лучшей доярки. Надежда вдохновляла своими успехами и других коллег. 
За выдающиеся успехи в сельском хозяйстве Указом Президиума Верховного Совета СССР от 31 октября 1957 года ей присвоили звание Героя Социалистического Труда. 11 ноября 1957 года в Краснодаре Климент Ворошилов вручил ей орден Ленина и Золотую звезду Героя Социалистического Труда. За высокие результаты в работе Надежда Жирова получала награды с Московской выставки достижений народного хозяйства (ВДНХ).
Избиралась депутатом Белоглинского сельского Совета депутатов трудящихся. В 1993 году вышла на пенсию. Проживала в родном селе Белая Глина. Скончалась 19 июня 2024 года.

## Награды и звания
- Орден Ленина[3]
- Герой социалистического труда[3]